# Степанов, Александр Владимирович (архитектор)
Александр Владимирович Степанов (10 марта 1927, Княжая Слобода, Тульская губерния — 13 декабря 2017) — российский и советский архитектор и преподаватель, народный архитектор Российской Федерации (2003). Академик РААСН. Доктор архитектуры, профессор.

## Биография
Родители (Владимир Степанович и Ксения Семёновна) были рабочими на заводе «Серп и молот».
В 1945 году поступил в МАрхИ. После окончания института (1951) работал старшим архитектором Моспроекта.
В 26 лет завоевал свою первую архитектурную премию — за проектирование монумента в Киеве. Защитил кандидатскую диссертацию (1961, архитектура).
В 1974 году стал профессором. В 1997 году избран членом-корреспондентом, а в 2000 — академиком РААСН.
Работал на кафедре основ архитектурного проектирования МАрхИ.
Разработал более 80 проектов, из которых многие нашли своё практическое воплощение в архитектурных сооружениях Москвы, Казани, Донецка, Луганска, Симферополя, Фрунзе и других городов. Был научным руководителем 18 успешно защищённых кандидатских диссертаций.

## Публикации
Автор более 200 научных статей, 10 учебников и монографий, в том числе:
учебники и монографии
- Степанов А. В., Нечаев Н. Н., Малахов С. А. Введение в проектирование. — М.: МАрхИ, 1982. — 134 с.
- Степанов А. В., Иванова Г. И., Нечаев Н. Н. Архитектура и психология. — М.: Стройиздат, 1993. — 295 с. — ISBN 5-274-01795-9.
- Метленков Н. Ф., Степанов А. В. Архитектура (учебник для общеобразовательных школ). — М.: Ладья, 1994. (также: М.: Архитектура-С, 2004, ISBN 5-274-01894-7)
- Сулименко С. Д., Степанов А. В., Нечаев Н. Н. Архитектура: пространство, время, культура. — Ростов-на-Дону: ЮФУ, 2008.
- Кудрявцев А. П., Степанов А. В., Метленков Н. Ф., Волчок Ю. П. Архитектурное образование: проблемы развития. — Изд. 2-е. — М.: Едиториал УРСС, 2009. — 152 с. — ISBN 978-5-8360-0544-3. (также: 2002)
- Степанов А. В., Туркус М. А., Кринский В. Ф. Объёмно-пространственная композиция / Ред. А. В. Степанов. — Изд. 6-е[уточнить]. — М.: Архитектура-С, 2012. — 192 с. — ISBN 978-5-9647-0232-0. (также: М.: Стройиздат, 1993; М.: «Архитектура-С», 1999; 2003; 2004)

статьи
- Степанов А., Пронин Е. Преимущества комплексного преподавания в вузе // Архитектура СССР. — 1981. — № 3. — С. 56—58. — ISSN 004-1939.
- Степанов A. B. Архитектурное образование. Успехи и поражения // Архитектон: Известия вузов. — 1995. — № 1—2. — ISSN 1990-4126.
- Степанов A. B. Взлёты и падения русской архитектурной школы // Архитектурная наука в МАрхИ. — М.: Ладья, 1999. — Вып. 3. — С. 10—12.
- Степанов A. B. Архитектурное образование и реальность // Проблемы Российской архитектурной науки : Сб. тр. членов отделения архитектуры РААСН  / Отв. ред. A. B. Иконников. — М.: РААСН, 1999. — С. 134—141.

## Награды и признание
- Орден Почёта (30 марта 1998 года) — за многолетний добросовестный труд и большой вклад в укрепление дружбы и сотрудничества между народами[8];
- Орден Дружбы народов (1981)[6];
- Народный архитектор России (29 ноября 2003 года) — за большие заслуги в области искусства[9][6];
- Заслуженный архитектор РСФСР (1979);
- Государственная премия СССР (1982)[6] — за архитектурно-монументальный комплекс в г. Орле (посвящённый Лескову)[5];
- Государственная премия Российской Федерации имени Маршала Советского Союза Г. К. Жукова (1999)[6] — за архитектурно-монументальный комплекс, посвящённый маршалу Г. К. Жукову (Калужская область)[10][5];
- член правления общественной организации «Союз архитекторов России»[11];
- 17 премий за архитектурные работы[6].